# スレフフ
スレフフ（ポーランド語: Sulechów [suˈlɛxuf], ドイツ語: Züllichau）はポーランド、ルブシュ県ジェロナ・グラ郡の町。スレフフ行政区の中心である。

## 歴史

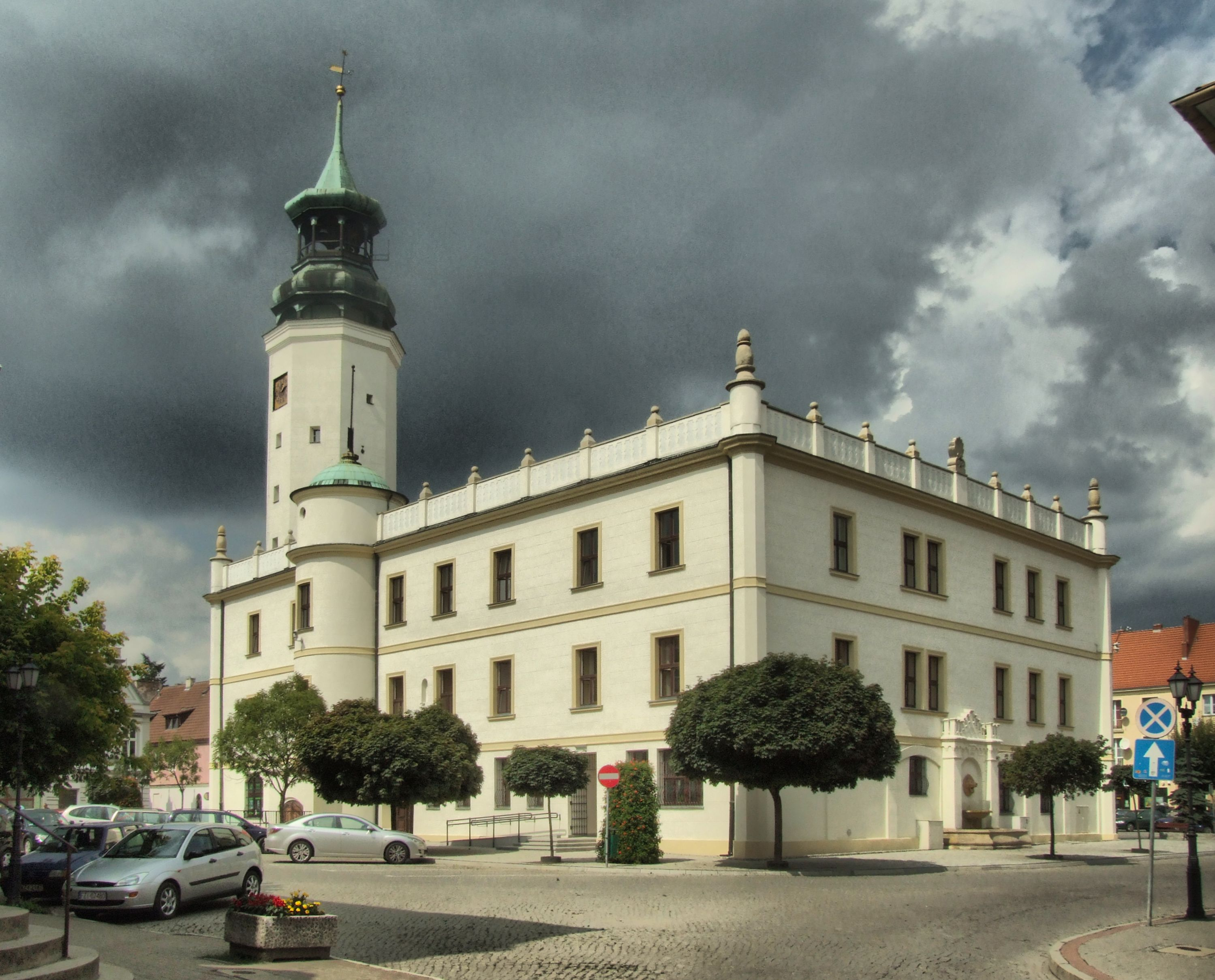
町庁舎

この地域は990年にポーランド公ミェシュコ1世によって征服され、1138年からシロンスク公国群の一部となった。
1319年ブランデンブルク辺境伯ヴァルデマールの支配下に入った。
しかしヴァルデマールは翌1320年に死亡し、この地域はシロンスク・ピャスト家のグウォグフ公国領となった。
1482年ブランデンブルク選帝侯アルブレヒト・アヒレスの支配下に入り、1537年からはノイマルクの一部となった。ナポレオン戦争後の1815年、プロイセン王国ブランデンブルク州に属することとなった。1945年ポツダム協定によりオーデル・ナイセ線の東部に位置していた当地はポーランド領となった。

## 出身人物
- ヨハン・ゴットフリート・ローズナー（英語版） (1658年-1724年) - トルン市長在任中の1724年に発生したトルン騒動で処刑された。
- カスパー・ノイマン（英語版） (1648年-1715年) - 1683年、初めて死亡率の計算のためのデータを発表した。
- ゴットヘルフ・サミュエル・シュタインバルト（ドイツ語版）(1738年-1809年) - 神学者、哲学者。
- ヨハン・ゴットフリート・エベル（英語版） (1764年-1830年) - 作家。
- ミンナ・ヘルツリープ（英語版） (1789年- 1865年) - ゲーテの小説『親和力』（1809年）の "Ottilie" のモデル。
- ヘルマン・マルグラッフ（英語版） (1809年-1864年) - 詩人・作家。
- テオドール・クラック (1818年-1882年) - ピアニスト、作曲家、教師。
- リュディガー・グラーフ・フォン・デア・ゴルツ（英語版） (1865年-1946年) - ドイツ帝国軍将軍。
- オルガ・トカルチュク (1962年-) - ノーベル賞作家。
- トマシュ・ケンジオラ (1994年-) - サッカー選手。
- ティモテウシュ・プハチ (1999年-) - サッカー選手。

## 姉妹都市
- ノイルッピン、ドイツ
- ラッシュムーア（オールダーショットおよびファーンボロ）、イギリス